# Себальос Таборга, Игнасия
Игнасия Себальос Таборга (исп. Ignacia Zeballos Taborga; 27 июня 1831 — 5 сентября 1904) — боливийская швея и бакалейщица, поступившая на службу в армию во время Второй тихоокеанской войны. Прослужив десять месяцев в регулярной армии, она перешла в армейскую службу скорой помощи, предшественницу Боливийского Красного Креста. Она получила известность как «мать боливийского солдата» за свою заботу о раненых и была названа «Заслуженной героиней Родины» (исп. Heroína Benemérita de la Patría). В её честь воздвигнуто множество памятников по всей стране, её имя носят также ряд национальных наград и премий.

## Ранняя биография
Игнасия Себальос Таборга родилась 27 июня 1831 года в Ла-Энконаде (ныне Варнес, департамент Санта-Крус, Боливия) в семье Антонии Таборги и Педро Себальоса. У неё также был брат Даниэль и сестра Матильда. Игнасия успела дважды овдоветь. У неё была дочь от второго мужа.

## Карьера
После смерти своего второго мужа Cебальос переехала в Ла-Пас, где работала швеёй. В 1876 году, во время государственного переворота, возглавляемого Иларионом Дасой, в результате которого был свергнут президент Томас Фриас, она участвовала в сожжении дворца Кемадо, а затем бежала на боливийское побережье, где основала бакалейную лавку. В начале Второй тихоокеанской войны она жила в Пуно со своей дочерью, но вернулась в Ла-Пас после чилийской оккупации порта Антофагаста в 1879 году. В Ла-Пасе она узнала об указании правительства собирать оружие и боеприпасы для защиты страны. Надев форму своего покойного мужа, Себальос присоединилась к батальону Колорадос Восточных стрелков (исп. Rifleros del Oriente) эскадрона Веласко и двинулась верхом в составе войск в Такну.
Участвуя в сражении при Такне, а также в походах в Ите и Мокегуа, Себальос прослужила таким образом в армии 10 месяцев, помогая солдатам, которым она заряжала винтовки, и работникам лагеря, известным как рабонас (исп. rabonas), которые играли роль медсестёр, носили оружие и боеприпасы для солдат, а также собирали разведданные, которые могли бы помочь военным. После этих 10 месяцев службы без жалованья генерал Элиодоро Камачо присудил Себальос жалованье в размере 30 боливиано (Bs), а когда он повысил её до должности «амбуланса армии» (исп. Ambulancias del Ejército) оно увеличилось до 32 боливиано в месяц. Она была одной из первых медсестёр, которые носили эмблему Красного Креста в бою. В сентябре 1880 года, прослужив 18 месяцев, Себальос написала письмо президенту Нарсисо Камперо с просьбой разрешить ей вернуться в Пуно, чтобы проведать её маленькую дочь, и попросила сохранить ей жалованье.
Её служба отличалась не только заботой о раненых, но и вниманием к детям рабонас. Она также бродила по полю боя после того, как битва прекращалась, ища раненых, чтобы защитить их от чилийцев, которые обычно осматривали павших, чтобы добить выживших. Когда война закончилась, Боливийский национальный конвент 1880 года объявил Себальос «Заслуженной героиней Родины» (исп. Heroína Benemérita de la Patría), присвоил ей почётное звание полковника здравоохранения и наградил золотой медалью с пожизненной пенсией в 40 боливиано в месяц.

## Смерть и признание
Себальос умерла 5 сентября 1904 года в Ла-Пасе и была похоронена с воинскими почестями в Пантеоне выдающихся (исп. Panteón de los Notables) на главном кладбище Ла-Паса. В 1948 году президент Энрике Эрцог назвал в её честь Национальную школу медсестёр. В 1982 году её останки были перезахоронены у памятника, возведённого в честь неё у Варнеса, на северной кольцевой развязке шоссе на Монтеро. Когда это перезахоронение было одобрено, Боливийские вооружённые силы объявили её «матерью боливийского солдата». В 2016 году власти Япакани учредило награду за заслуги в области здравоохранения или научных исследований, носящую её имя.